# Premio Leconte
El Premio Leconte (en francés: Prix Leconte) es un premio creado en 1886 por la Academia de Ciencias de Francia para reconocer importantes descubrimientos en matemáticas, física, química, historia natural o medicina. En los últimos años, el premio ha sido otorgado en las categorías específicas de matemáticas, física y biología. Son elegibles para optar al premio científicos y matemáticos de todas las nacionalidades. El valor del premio a fines del siglo XIX y principios del siglo XX fue de 50.000 francos (en ese momento, equivalentes a unos 10.000 dólares), aproximadamente cinco veces más que el salario anual del profesor promedio en Francia. En 2001, el premio fue de 20.000 francos, en 2008 de 3000 euros; y desde 2010, de 2500.

## Galardonados
- 1889: Paul Marie Eugène Vieille[4]
- 1892: Philbert Maurice d'Ocagne (Matemáticas)[5]
- 1893: Jean Antoine Villemin (₣ 50,000) (póstumamente)[6]
- 1895: William Ramsay y John Strutt, tercer barón Rayleigh (₣ 50,000)[7][8]
- 1898: "Sin premio" [9]
- 1904: Prosper-René Blondlot (₣ 50,000)[10]
- 1907: "Sin premio" [11]
- 1909: Walther Ritz[12]
- 1910: Arthur Robert Hinks[13]
- 1911: "Sin premio" [14]
- 1915: Almroth Wright[15]
- 1921: Georges Claude (₣ 50,000)[16]
- 1927: Alexandre Yersin[17]
- 1930: Élie Cartan[18]
- 1955: Lucien Bull
- 1960: Marguerite Perey[19]
- 1975: Pierre Buser[20]
- 1978: Marcel Berger (Matemáticas)[21]
- 1993: Georg Maret[22]
- 1997: Raoul Ranjeva (Biología)[23]
- 1998: Phillipe Biane (Matemáticas)[24]
- 1999: Hervé Nifenecker (Física)[25]
- 2001: Thierry Gaude (Biología) (₣ 20,000)[23][26]
- 2002: Christian Gérard (Matemáticas)[24]
- 2004: Rémi Monasson (Física)[25]
- 2006: Arnaud Cheritat y Xavier Buff (Matemáticas)[24]
- 2007: Alain Pugin (Biología)[23]
- 2008: Marie-Noëlle Bussac (Física) (€ 3,000)[25]
- 2010: David Lannes (Matemáticas) (€ 2,500)[24]
- 2011: Olivier Loudet (Biología) (€ 2,500)[23]
- 2012: Laurent Sánchez-Palencia (Física) (2.500 €)[27]
- 2013: Zoé Chatzidakis (Matemáticas)[28]
- 2014: Teva Vernoux (Biología) (€ 2,000)
- 2017: Nikolay Tzvetkov (Matemáticas) (€ 2,000)[29]